# Eulynx
EULYNX ist eine Organisation von inzwischen 18 europäischen Eisenbahninfrastrukturunternehmen zur Entwicklung und Bereitstellung einheitlicher Industriestandards für neue modulare Stellwerkstechnik. Sie entstand in Fortführung eines 2014 mit Unterstützung der Europäischen Eisenbahnagentur (ERA) begonnenen Projektes durch ursprünglich sechs Unternehmen.

## Unternehmerische Ziele
Die kooperierenden Infrastrukturunternehmen haben nationale staatliche Aufgaben für die Bereitstellung der Eisenbahninfrastruktur. Mit der durch die Europäische Union (EU) geförderten Auflösung der historischen universellen Staatsbahngesellschaften verblieben die Infrastrukturen bei jeweiligen nationalen Aufgabenträgern. Diese wurden als hoheitliche Aufgabengebiete vorerst von den EU-Regelungen ausgenommen. Es zeigte sich allerdings schnell, dass durch den länderübergreifenden Einsatz der Triebfahrzeuge die historischen nationalen Standards vereinheitlicht werden mussten. Seitens der EU wurde deshalb ein European Rail Traffic Management System (ERTMS) für die Herstellung der Interoperabilität entworfen. Die ersten beiden Teilsysteme davon sind das Kommunikationssystem GSM-R sowie das European Train Control System (ETCS). Beide stellen die Verbindung zwischen den Fahrzeugen und der festen Infrastruktur her. Nun mussten die Infrastrukturbetreiber mit ihren jeweiligen Lieferanten technische Kopplungen zur Verbindung der neuen ERTMS-Kommunikation mit ihren fest installierten Anlagen entwickeln. Das war bei den vielen historischen Installationen sowohl zeit- als auch kostenintensiv; häufig auch mit einem kompletten Auswechseln der alten Technik verbunden. Gleichzeitig wurde durch einen kostengünstigen und flexiblen Straßenverkehr ein großer Anteil des Personen- und Güterverkehrs verloren.
Seitens der signaltechnischen Industrie wurden schon längere Zeit unter dem englischen Begriff Communication-Based Train Control (CBTC) komplexe Verkehrsleitsysteme implementiert, die in Ballungsgebieten den Schienenpersonennahverkehr (U-Bahn, S-Bahn, Straßenbahn) steuerten. Sie erfüllten eigentlich den gleichen Zweck wie die von ERTMS geförderten Systeme, hatten aber ausschließlich interne Schnittstellen des Lieferanten und keine allgemeine eisenbahntechnische Freigabe. Ihr Vorteil besteht in günstigeren Preisen, kürzeren Lieferzeiten und fast beliebigen Kopplungen mit weiteren betriebswirtschaftlichen Anwendungen der Betreiber. Als nachteilig werden die langfristigen Bindungen an Systemlieferanten als Monopol sowie die schwierige Integration von fremden Installationen angesehen.
Alle Infrastrukturbetreiber standen vor der Aufgabe, die Möglichkeiten der technischen Weiterentwicklungen seit dem Beginn der 1990er Jahre im Bereich der Industrieautomation, der Informatik, der Leistungselektronik und Kommunikation für sich nutzbar zu machen. Das entspringt sowohl neuen Anforderungen der Bahnkunden als auch der Konkurrenzsituation in Bezug auf Preise und Implementierungsgeschwindigkeit. Die bisherigen Stellwerke waren erheblich zu teuer und unflexibel zu konfigurieren. Hinzu kamen sehr lange Planungszeiten, lang dauernde Umstellungszeiten, Probleme in der Ersatzteilhaltung sowie in der speziellen Qualifikation für Bedienung und Instandhaltung.
Die Lieferanten sahen ebenfalls eine Chance, durch das Öffnen des Marktes für standardisierte Komponenten und Schnittstellen sowohl die eigene Reichweite zu vergrößern als auch das eigene Sortiment zu verkleinern und eine effizientere Weiterentwicklung betreiben zu können. Durch herstellerunabhängige Schnittstellendefinitionen soll die Austauschbarkeit von Elementen zwischen verschiedenen Herstellern und verschiedenen Gerätegenerationen erreicht werden.

## Technische Ziele
Vor dem Jahr 2014 hatte man durch die Entwicklung von ETCS und GSM-R viele Erfahrungen gesammelt, wie multinationale Entwicklungen in der EU ablaufen und von wie vielen Umständen Erfolg und Projektfortschritt abhängen. In Auswertung dessen bemerkte man, dass durch Ausschluss subjektiver Faktoren der Politik sowie der Arbeit mit objektiven technischen Methoden der Informatik eine deutliche Beschleunigung des Standardisierungsprozesses stattgefunden hat. In diesem Zeitraum spielten Begriffe der Informatik wie Baseline eine neue Rolle bei Eisenbahnstandards.
Das Projekt Eulynx benutzte für Schnittstellen und Funktionen seit Beginn eine formale Beschreibungssprache. Damit sind sie logisch eindeutig definiert und können nachfolgend automatisch getestet werden.
Bei der Implementierung der neuen Stellwerke ging man von technisch fortgeschrittenen Standards aus. Man hatte bereits durch Computer gesteuerte logische Kerne im Elektronischen Stellwerk (ESTW). Es gab Fernsteuergeräte, die Weichen und Signale in fast beliebigem Abstand vom Stellwerk betätigen konnten und dabei eine lokale dezentrale Energieversorgung benutzten. Es gab technische Signalübertragungen mit hoher Datenrate und hohen Spezifikationen bezüglich Ausfallsicherheit und Signalintegrität. Es gab das Internet der Dinge (englische Abkürzung IoT). Aus diesen vorhandenen Methoden und Komponenten war ein einheitliches, modulares System für Stellwerke zu entwickeln, welches allen Anforderungen des sicheren Eisenbahnbetriebes genügt.
Zur Unterscheidung der neuen Stellwerksarchitektur von den bisherigen ESTW bezeichnet die DB Netz die Eulynx-basierten Stellwerke als Digitales Stellwerk (DSTW), obwohl die bisherigen ESTW ebenfalls bereits eine digitale Logiksteuerung benutzen.

## Geschichte
Das Projekt EULYNX wurde 2014 durch die Eisenbahninfrastrukturbetreiber der sechs EU-Länder Deutschland (DB Netz), Niederlande (ProRail), Belgien (Infrabel), Frankreich (SNCF), Luxemburg (CFL) und Großbritannien (Network Rail) begonnen. Das Projekt wurde im Dezember 2017 mit der Freigabe der Dokumente für die Baseline 2 abgeschlossen und wird fortan als Organisation weitergeführt.
Folgende weitere Länder sind der Organisation beigetreten:
- Finnland (Liikennevirasto),
- Norwegen (BaneNor),
- Schweden (Trafikverket),
- Slowenien (SŽ),
- Schweiz (SBB),
- Italien (RFI),
- Österreich (ÖBB-Infrastruktur)
- Tschechien (Správa železnic)
- Kroatien (Hrvatske željeznice)
- Spanien (ADIF)[3]

Mitte 2025 trat Indian Railways als assoziiertes Mitglied dem EULYNX-Konsortium bei.
Eine Unterstützung zu Beginn der Arbeiten waren seit 2013 laufende Projekte des Internationalen Eisenbahnverbandes (UIC) zur Schaffung einheitlicher Standards für den Datenaustausch zwischen den verschiedenen Dienstleistern und den Bahnunternehmen. Im Ergebnis dessen wurde ein systematisches Topologiemodell für Eisenbahninfrastruktur (RailTopoModel) zur Definition der Daten geschaffen, die mit der seit 2002 entwickelten Railway Markup Language (railML) ausgetauscht werden können. Mit diesen Standards ist es möglich, die Komponenten von EULYNX-Stellwerken als Bausteine gemäß bSI Industry Foundation Classes darzustellen und dadurch die neue rechnerunterstützte Bauwerksdatenmodellierung (engl. Building Information Modeling, BIM) zu unterstützen. Dazu wird ein länderübergreifendes allgemeines Begriffsverzeichnis (engl. Rail Data Dictionary) aufgebaut, welches alle technischen Einrichtungen und Begriffe der Eisenbahninfrastruktur (Fahrweg, Signale, Energieversorgung, Telekommunikation) enthalten soll.

## Ergebnisse

### Deutschland
Seitens des Gründungsmitgliedes Deutsche Bahn wurden die Ergebnisse und Ressourcen des Projektes NeuPro („Neue Produktionsverfahren“) eingebracht. Gemäß den Vorgaben waren die NeuPro-Systeme nach geltenden europäischen Normen (EN), u. a. CENELEC, zu entwickeln und Nachweise für den gesamten Lebenszyklus zu führen. Die zuvor in Deutschland ausschließlich anzuwendenden Technischen Grundsätze für die Zulassung von Sicherungsanlagen gelten dafür nicht mehr.
Das Projekt NeuPro wurde 2012 begonnen und basierte auf einer gleichnamigen älteren Initiative. In den ersten beiden Jahren (2012, 2013) war das Zulassungskonzept zu erarbeiten, um ein hochsicheres und fehlertolerantes Netzwerkprotokoll auf IP-Basis zu erarbeiten und dessen Funktionsfähigkeit im Gleisbereich nachzuweisen. In den Jahren 2013 bis 2018 folgte die Spezifikation der NeuPro-Schnittstellen SCI-LS (für Lichtsignale), SCI-TDS (Achszähler) und SCI-P (Weichen); die Schnittstelle SCI-ILS (Zentralblockschnittstelle) wurde kurz vorher spezifiziert. Dafür werden von verschiedenen Herstellern auch entsprechende Steuergeräte (engl. Object Controller) entwickelt, in denen die mit dem entfernten Stellwerk auszutauschenden Steuerinformationen mit einer lokalen Energieversorgung zu den angeschlossenen Sensoren oder Aktoren kombiniert werden.
Das Eisenbahn-Bundesamt verfolgt das Ziel einer schrittweisen durchgängigen Standardisierung bis hin zur Feldelementebene, um bislang bestehende monopolistische Strukturen zu durchbrechen.

### Frankreich
In Frankreich gibt es seit 2018 ein Projekt ARGOS, mit welchem der französische Infrastrukturbetreiber SNCF Réseau per Ausschreibung ein Digitales Stellwerk beschafft. Die erste Phase stellte eine 18 monatige praktische Vorentwicklung der konkurrierenden Bewerber dar. Nach dieser Phase schied das Konsortium um Siemens aus und die Konsortien von Thales und Ansaldo STS (jetzt beides Hitachi) sowie Alstom wurden mit der Pilotimplementierung (genannt Industrialisierung) beauftragt. Gemäß Projektschaubild soll im ersten Halbjahr 2023 die Entwicklung und Zulassung der ARGOS-Stellwerke abgeschlossen werden und nachfolgend über mehr als zehn Jahre die Auslieferung stattfinden.
Im Rahmen der Ausschreibung wurde die Organisation EULYNX nicht erwähnt. Es bleibt also abzuwarten, inwieweit das neue französische Stellwerk technisch dem DSTW entspricht.

### Luxemburg
Luxemburg hatte als erstes Land Mitte 2017 das gesamte Eisenbahnnetz auf die Zugbeeinflussung ETCS umgestellt, siehe ETCS in Luxemburg. Man hatte dafür die Variante ETCS Level 1 Full Supervision (L1FS) nach SRS 2.3.0d gewählt. Wie schon in Spanien erwies sich die Ausrüstung als sehr aufwändig und im laufenden Betrieb als wenig flexibel. Man kann mit der Führerstandsignalisierung einen hohen Sicherheitsstandard erreichen, aber durch die fixierten Streckenblöcke keine Erhöhung der Streckenkapazitäten. Nachdem man das Hauptziel der Ablösung der fehleranfälligen alten Zugbeeinflussungen erreicht hat, arbeitet man nun an der Optimierung des Systems. Man hebt die Erteilung der ETCS-Fahrterlaubnis in direkter Kopplung des Lichtsignalbegriffes auf. Die programmierbaren Balisen sollen ihre Informationen direkt aus den Eulynx-Stellwerken bekommen. Während bisher die LEU ausschließlich den jeweiligen Signalbegriff über die Eurobalisen an die Fahrzeuge übermitteln konnten, können die Balisen jetzt komplexe Telegramme zugindividuell an das Triebfahrzeug übertragen. Durch die Aufhebung der Signalbindung der Balisen kann man auf Vorsignale verzichten, auf freier Strecke Signale abbauen oder mit zusätzlichen Balisen die Informationsdichte erhöhen. Und umgekehrt sollen die Triebfahrzeuge Datentelegramme an das Stellwerk schicken können. Mit den Eulynx-basierten Stellwerken ZSB 2000 von Scheidt & Bachmann will man die Schnittstellen für standardisierten Streckenblock (SCI-ILS) und für Bahnübergänge (SCI-LX) einführen. Die Umsetzung des Pilotprojekts beginnt 2020 auf der Strecke 1 von Luxemburg nach Norden und soll bis 2023 die belgische Grenze erreichen. Ende August 2022 wurde dort der Betrieb mit L1 FS plus aufgenommen.

### Norwegen
Der Infrastrukturbetreiber Bane NOR erhielt von der norwegischen Regierung im Mai 2016 die Erlaubnis, eine Ausschreibung zur vollständigen Einführung von ETCS als Zugbeeinflussungssystem durchzuführen. Im April 2018 wurde der Teilauftrag Infrastruktur an Siemens vergeben und umfasst die Streckenausrüstung für das gesamte 4200 km lange Netz mit 375 Bahnhöfen und neue digitale Stellwerke nach der Eulynx-Spezifikation sowie Wartung über 25 Jahre. Die Einführung sollte bereits 2018/2019 beginnen. Eine erste ETCS-Inbetriebnahme erfolgte schließlich im Oktober 2024.